# Башук Людмила Петрівна

Башук Людмила Петрівна (нар. 29 травня 1979, Переяслав-Хмельницький) — українська художниця та науковиця-психологиня.

## Життєпис
Людмила Башук народилася в 1979 році в місті Переяславі, Київської області.
У 2000 році закінчила Переяслав-Хмельницький державний педагогічний інститут імені Григорія Сковороди.
З 2000 року почала працювати інженером, згодом стала науковим співробітником Відділу прогнозування ринку праці та політики зайнятості населення в Науково-дослідному Інституті праці та зайнятості населення Міністерства соціальної політики України і НАН України
З 2007 року по 2015 рік працювала спочатку викладачем, а потім стала старшим викладачем кафедри галузевої психології та психології управління Національного педагогічного університету імені М. П. Драгоманова.
У 2010 році захистила в Інституті психології імені Г. С. Костюка кандидатську дисертацію за фахом: «вікова та педагогічна психологія»

## Наукова діяльність
У своїх наукових статтях Людмила Башук висвітлює методи та прийоми корекційної роботи з формування позитивної мотивації до працевлаштування у молоді та осіб дорослого віку . 
Розробила програму впровадження засобів формування позитивної мотивації до пошуку роботи у безробітної молоді. Разом з групою колег-психологів є однією з співавторів книги — «Психологія особистості. Хрестоматія». Посібник включає статті та витримки із статей та монографій, що відображають наукові позиції відомих зарубіжних та радянських вітчизняних психологів в галузі психології особистості .
На сьогоднішній день - Людмила Башук працює над питанням впливу кольору на психіку людини. Також активно досліджує, як мистецтво та арт-терапія виступають засобами лікування  психологічної травми у дітей в умовах воєнного стану та кризових ситуаціях.
Вивчає, як мистецтво та арт-терапіяи лікують психологічної травми у дітей старшого дошкільного та молодшого шкільного віку в умовах воєнного стану та кризових ситуаціях та  як мистецтво може бути джерелом внутрішньої сили: активізація психологічних ресурсів через арт-терапію в умовах сучасних соціальних викликів.

### Практична психологія
Людмила Башук, працюючи з дітьми та дорослими, визнала, що творчість може бути потужним способом вираження прихованих емоцій і вирішення внутрішніх конфліктів.  Її підхід до арт-терапії поєднує художні техніки з психологічною підтримкою, щоб сприяти позитивним змінам у людях. В своїй практичній діяльності працює над вивченням того, як творче самовираження може сприяти розвитку впевненості в собі та емоційного інтелекту.

## Живопис та виставки
Роботи Башук були представлені в різних галереях і виставкових просторах, як національних, так і міжнародних. Її мистецька палітра коливається від абстрактного живопису до скульптурних робіт, використовуючи різні матеріали та техніки для передачі своїх художніх творів.
- Вернісаж двох. 12 травня 2016 року[6].
- Музика моєї душі. 11-13 листопада 2017 року[7].
- Виставка в с. Студеники. Березень. 2018 року.
- Мелодія старого Переяслава[8].
- Переяславська фантазія[9].
- Психологічний ландшафт душі Шевченка. 7 березня 2024 року[10].
- Збірка Тараса Шевченка «Три літа» в ілюстраціях Людмили Башук. 23 травня 2024 року[11].

Людмила Башук живе та працює в Україні, захоплюється зміцненням мосту між мистецтвом і психологією та підкреслює позитивний вплив творчого самовираження на добробут людини.